# Elektrogorsk
Elektrogorsk (ru. Электрого́рск) este un oraș din Regiunea Moscova, Federația Rusă și are o populație de 20.353 locuitori.